# 23179 Нідермайер
23179 Нідермайер (23179 Niedermeyer) — астероїд головного поясу, відкритий 28 травня 2000 року.
Тіссеранів параметр щодо Юпітера — 3,624.